# عبيد بن الخشخاش
عبيد بن الخشخاش بن جناب العنبري التميمي البصري صحابي وأحد رواة الحديث، له ولأبيه الخشخاش ولأخويه قيس ومالك وفادة إلى النبي ﷺ وصحبة، قال فيه ابنُ منده "عداده في أعراب البصرة".

## مع الرسول
وروى ابن منده وأبو نعيم عن حصين بن أَبي الحر عن أَبيه مالك وعميه قيس وعبيد: «أَنَّهُمْ أَتَوُا النَّبِيَّ ﷺ فَشَكَوْا إِلَيْهِ رَجُلا مِنْ بَنِي فَهْمٍ، فَكَتَبَ إِلَيْه النَّبِيُّ ﷺ: " هَذَا كِتَابٌ مِنْ مُحَمَّدٍ رَسُولِ اللَّهِ لِمَالِكٍ، وَعُبَيْدٍ، وَقَيْسِ بَنِي الْخَشْخَاشِ، إِنَّكُمْ آمِنُونَ مُسْلِمُونَ عَلَى دِمَائِكُمْ وَأَمْوَالِكُمْ، لا تُؤْخَذُونَ بِجَرِيرَةِ غَيْرِكُمْ، وَلا يَجْنِي عَلَيْكُم إِلا أَيْدِيكُمْ "».

## رواية الحديث
قال ابن حبان له صحبة، وذكره أبو علي بن السكن في الصحابة، وكذلك أخرجه مطين والبغوي وابن شاهين في الصحابة، وروى عن أبي ذر الغفاري حديثًا في الاستعاذة، وروى عنه أبو عمر الشامي وأخرجه النسائي، وذكره ابن حبان في ثقات التابعين، وقال البخاري لم يذكر سماعًا من أبي ذَر وهو غير العنبري.